# 村中秀人
村中 秀人（むらなか ひでと、1958年5月8日 ‐ ）は、長崎県佐世保市出身の元社会人野球の選手（投手→外野手）。高校野球監督。国語科教諭。

## 経歴・人物
神奈川県の東海大相模高では、原貢監督や大八木治コーチをはじめ、原辰徳、津末英明、岡部憲章らのちにプロ野球選手になる同期と共に、左腕エースとして夏の甲子園に3回、春の甲子園に1回出場している。
1年生時の1974年夏の選手権は準々決勝に進み鹿児島実と対戦、伊東義喜をリリーフして定岡正二と投げ合うが、延長15回敗退。1975年の春の選抜では決勝に進出。高知高の山岡利則（近大ー大昭和製紙）との投手戦となるが、延長13回表、杉村繁に決勝となる三塁打を喫するなど5点を失い準優勝にとどまる。同年夏の選手権は準々決勝で上尾高に敗退。1976年夏の選手権は2回戦で小山高に敗れる。
高校卒業後は原、津末と東海大学に進学する。大学同期は他に市川和正。大学では3学年上に遠藤一彦、1学年上に木下智裕など好投手がいたため外野手に転向する。また1学年下に井辺康二投手、伊藤寿文、社会人でも後輩となる青山道雄らがいた。在学時は首都大学野球リーグで7回のリーグ優勝、ベストナインに3度輝く。この実績から卒業時はドラフトで指名される話もあったが肩を痛めていたためプロ入りを断念、監督の原貢の勧めもあり社会人野球のプリンスホテルに進む。1984年の都市対抗では1回戦で住友金属のエース高橋修二から本塁打を放つ。翌1985年の都市対抗でも1回戦で川崎製鉄神戸の藤高俊彦（新日鉄広畑から補強）に本塁打を浴びせるなど中軸打者として活躍、1986年から2年間主将もつとめた。中島輝士、藤井康雄らと同僚であった。1988年には主将を中島に譲ってコーチ兼任となった。
現役引退後の1989年より、母校の東海大相模高の野球部監督に就任し、春の甲子園に2回出場。1992年（平成4年）の第64回大会では準優勝という成績を収めている。しかし夏の甲子園は横浜高校や桐蔭学園の壁に阻まれ出場機会はなかった。なお、監督就任に際しては社業での貢献が認められ当初はプリンスホテルに籍を残したまま出向という扱いだったが、後に退社している（後述のエピソード参照）。
1999年（平成11年）に、東海大甲府高の野球部監督に就任。大八木治監督退任後は低迷期に喘いでいた野球部の再建に乗り出し、その結果4年後の2003年（平成15年）の夏に監督としては悲願の初となる甲子園出場を果たす。翌2004年（平成16年）に2年連続となる夏の甲子園出場を果たすと打線が爆発。特に3回戦では聖光学院高校相手に6回終了時点で2-8と大量リードを許すも7回に4点、そして9回にサヨナラ3ランで逆転勝利（9-8）を収めるなどし、準決勝でこの大会で優勝した駒大苫小牧に8-10で敗れるが山梨県勢として2度目となるベスト4という成績を残した。
その後は、山梨学院大附や日本航空高校、山梨県内の公立高校によって甲子園出場を阻まれていたが2012年（平成24年）に8年ぶりの夏の甲子園を果たすと2度目となるベスト4という成績を残した。
2023年夏の選手権大会に8年ぶりの出場を決めるが、同年度末を以て東海大甲府高校の監督を退任することを発表。翌年度以降は東海大甲府高校や東海大系列校全体の総監督として系列校野球部のサポートに当たるとしている。また、高校の国語科教諭としても同年度を以て引退する。

## エピソード
- 東海大相模・東海大学で一緒にプレーした原辰徳とは現在も交友があり、2012年の夏の甲子園に出場した際は期間中豚カツやメンチカツの差し入れが宿舎に届けられた。また、原の父親であり村中本人も指導を受けていた原貢も東海大甲府の試合観戦のため甲子園に訪れている[5]。
- プリンスホテル時代、人脈を生かして原辰徳をはじめ読売ジャイアンツの選手の結婚式を赤坂プリンスホテルに誘致するなど営業でも実績をあげていたために東海大相模高の野球部監督就任にあたっては5年間の出向扱いが認められ、石山建一監督も村中が戻ってきた暁には自らの後任に据えることを考えていた。その後さらに3年間出向が延長されたが、その期限まで1年を残したところでプリンスホテルを退社して高校野球の指導者の道を歩むことを村中は選び、校長同伴でその意向を直接伝えられた社長は大いに悔しがった[6]。なお、1995年には石山はすでにプリンスホテルを退社しており、監督の後任は足立修が務めていた。
- 2004年以来甲子園から遠ざかっていた東海大甲府であるが、2011年冬に村中はキャンプを復活させると同時に全選手に3～8キロの増量を課し、2リットル入るタッバーに詰め込んだご飯を朝夜に食べさせた。その結果選手の体格は見違えるほどになり、その翌年8年ぶりの夏の甲子園出場およびベスト4を果たしている[7]。
- 高校時代の教え子であり東京ヤクルトスワローズの投手である村中恭兵とは苗字もさることながら左腕エースという共通点があるが、血縁関係は一切ない。

## 主な教え子
太字は2022年現在プロ野球チームに所属する現役選手。
東海大相模卒
- 早川健一郎
- 吉田道
- 原俊介
- 森野将彦
- 稲嶺茂夫

東海大甲府卒
- 村中恭兵
- 仲澤広基
- 高橋周平
- 渡邉諒
- 濱将乃介
- 髙部瑛斗
- 亀田啓太